# 312

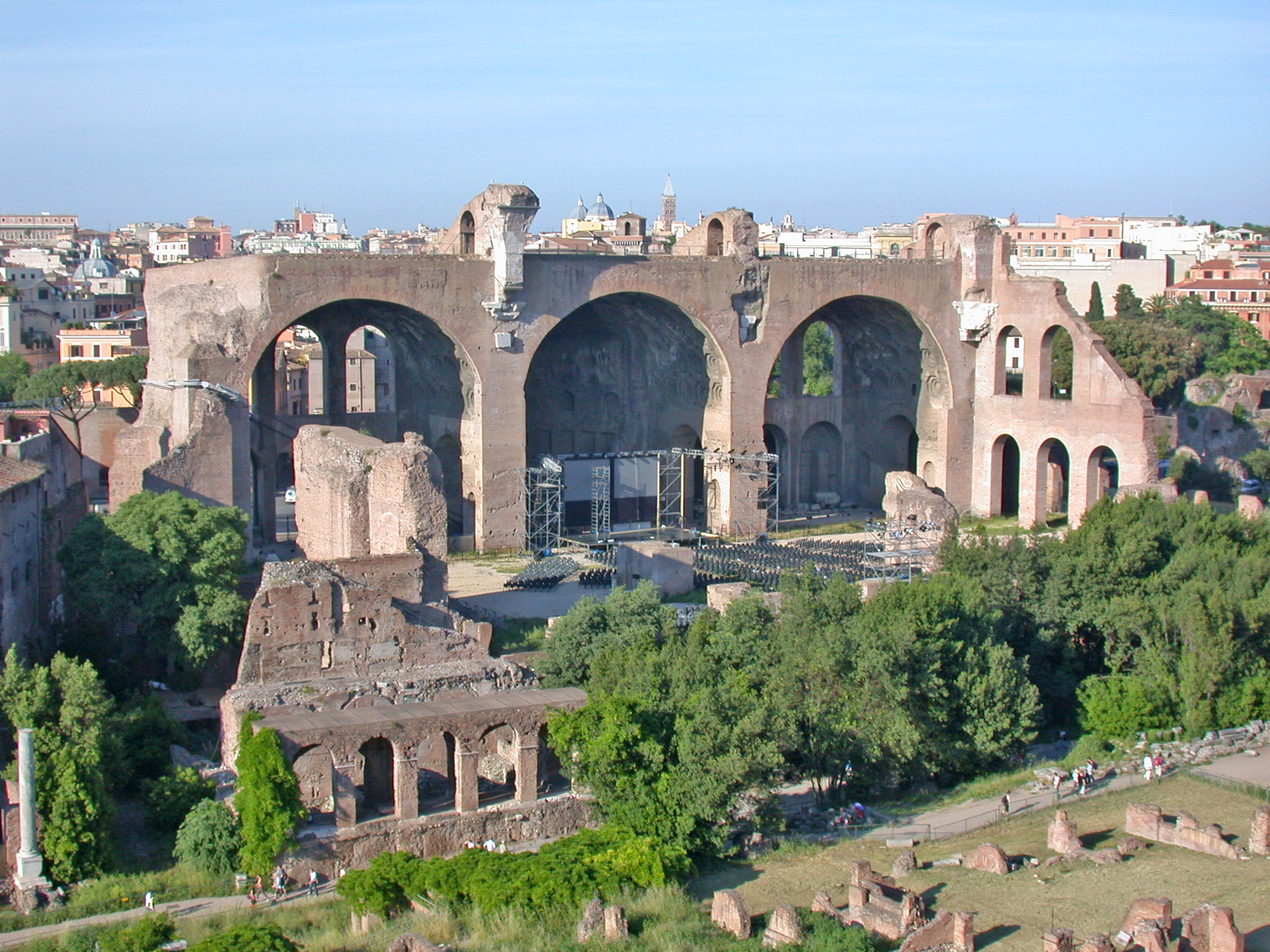
Basilica van Maxentius (Rome)

Het jaar 312 is het 12e jaar in de 4e eeuw volgens de christelijke jaartelling.

## Gebeurtenissen

### Italië
- Keizer Constantijn de Grote trekt met zijn leger (40.000 man) de Cottische Alpen over en valt Noord-Italië binnen. Hij verslaat Maxentius in drie veldslagen bij Turijn, Brescia en Verona. Daarna marcheert Constantijn langs de Via Flaminia naar Rome.
- 28 oktober - Slag bij de Milvische Brug: Constantijn I verslaat Maxentius definitief bij de Milvische Brug en regeert als Augustus (keizer) over het West-Romeinse Rijk. Volgens de legende zou Constantijn I aan de vooravond een visioen hebben gehad, waarin hij in een droom aan de hemel een kruis (labarum) zag met de tekst in hoc signo vinces – "in dit teken zult gij overwinnen".
- Constantijn I hervormt het Romeinse leger en laat het Chi-Rho-symbool afbeelden op de schilden en het vexillum. Dit om het christendom te vereren. Tevens schaft hij de pretoriaanse garde af.
- Constantijn I sluit in Milaan een alliantie met medekeizer Licinius. Om dit verdrag te bezegelen, treedt hij in het huwelijk met Constantijns halfzus, Constantia.
- Constantijn I neigt steeds meer naar het monotheïsme, maar blijft een aanbidder van de zonnegod Sol Invictus en is ervan overtuigd dat de zon en de God der christenen één en dezelfde zijn. In Rome wordt de Basilica van Maxentius voltooid.

## Overleden
- 7 januari - Lucianus van Antiochië, heilige en martelaar
- 28 oktober - Marcus Aurelius Valerius Maxentius (34), Romeins keizer
- Ruricius Pompeianus, Romeins generaal (praefectus praetorio)